# كاميرون ماكجرون
كاميرون ماكجروني (ولد في 22 يونيو سنة 2000) هو لاعب كرة قدم امريكي ظهير لفريق انديانابوليس كولتس من الرابطة الوطنية لكرة القدم (NFL). لعب كرة قدم في ميشيغان وتمت مشاركته من قبل فريق نيو انجلاند باتريوتس في الجولة الخامسة من 2021 NFL Draft .

## السنوات المبكرة
حضر ماكجروني مدرسة لورانس الثانوية في إنديانابوليس، إنديانا . بمانه أحد كبار السن، لعب في سبع مباريات بعد تعرضه لتمزق الرباط الصليبي الأمامي في العام السابق وخاض 84 تدخلًا وأربعة أكياس. لعب McGrone في لعبة US Army All-American لعام 2018. لقد التزم بجامعة ميشغيان للعب كرة القدم الجامعية. 